# Zone naturelle protégée du Lac-Glazier
La zone naturelle protégée du Lac-Glazier (anglais : Glazier Lake Protected Natural Area) est une zone naturelle protégée du Nouveau-Brunswick (Canada) situé dans la paroisse de Saint-François. Cette petite aire protégée de 48 ha protège une forêt typique du Nord-Ouest de la province. Elle a été créée en 1994 et est administrée par le ministère des Ressources naturelles.

## Flore
L'aire protégée comprend une bonne variété d'arbres dont le sapin baumier (Abies balsamea), l'épinette noire (Picea mariana), le pin blanc (Pinus strobus), le peuplier faux-tremble (Populus tremuloides), l'érable à sucre (Acer saccharum), le tilleul d'Amérique (Tilia americana) et le frêne blanc (Fraxinus americana).